# Parc Natural de les Gorges del Cabriol
El Parc Natural de les Gorges del Cabriol (en castellà Hoces del Cabriel o Cuchillos del Cabriel) està situat en l'extrem sud-oest de la comarca de la Plana d'Utiel-Requena, on el riu Cabriol fa la funció de frontera natural entre el territori valencià i les províncies castellanomanxegues de Conca i Albacete i de fil vertebrador d'aquest ric espai natural. Fou declarat parc natural l'any 2005. Amb 31.446 ha, és el parc natural més gran del País Valencià. El parc s'expandeix sobre les poblacions de Villargordo del Cabriel, Venta del Moro i Requena.

## Geologia
Es tracta d'un territori abrupte i aïllat que està protegit a banda i banda del riu, tant al costat valencià com al vessant castellanomanxec. El riu Cabriol (principal afluent del Xúquer) llaura una gorja profunda sobre les roques calcàries i les dolomies del Cretaci superior. Les formes sinuoses del barranc completen un paisatge únic al País Valencià que a la comarca (de domini lingüístic castellà) anomenen Los Cuchillos.Aquestes gorges són originades per l'erosió de les parts més blanes de la roca que generen espectaculars crestes verticals.

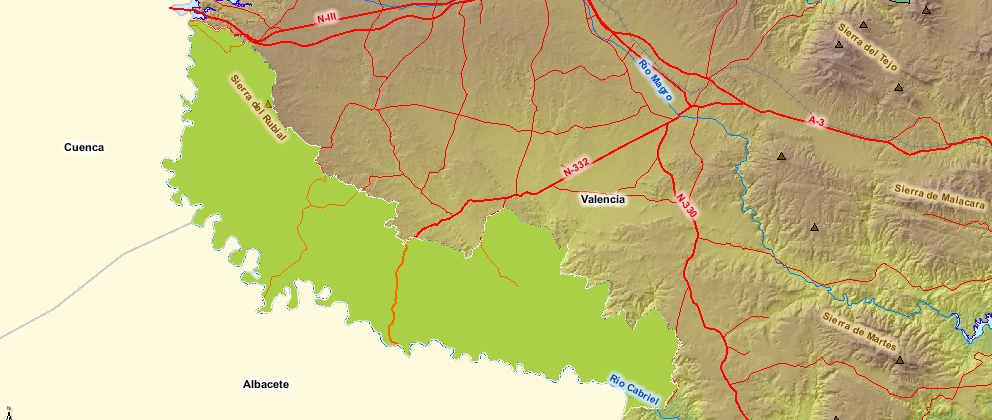
Mapa del Parc Natural de les Gorges del Cabriol

Les sinuositats del curs fluvial formen un bell paisatge on sobreïxen la gorja de Vicente, la del Purgatori i el Rabo de la Sartén. A més, l'extensa xarxa hidrogràfica que enllaça amb el Cabriol aporta al paisatge nombrosos barrancs amb gorges de menor entitat i meandres (alguns ja abandonats). Alguns d'aquests corrents fluvials són:
- Rambla de Canalejas
- Barranc del Moluengo
- Barranc del Moro
- Barranc del Peñón Hundido
- Barranc Lombardo
- Barranc del Tollo Guisopo
- Rambla del Boquerón
- Rambla Caballero
- Salines del Saladar
- Rambla Albosa
- Rambla Alcantarilla

El predomini de roca calcària està aparellat amb la presència de formes càrstiques com les coves (la Cueva Santa de Villargordo, Cuevas de las Mulatillas, de los Carboneros, de los Calderones, etc.), dolines com les de Campo Arcís o nombroses simes o ponors.
A més, també existeixen importants fonts d'aigües minerominerals com les de Fuente de los Morenos i Fuente Podrida, aquesta última de caràcter termal.
Les muntanyes que emmarquen aquest paratge són la serra de Rubial, que constitueix l'esglaó meridional de la comarca de la Plana d'Utiel.

## Flora i vegetació
Els hàbitats més importants de l'espai estan associats a l'ambient fluvial i als penya-segats que els envolten. La vall del Cabriol es considera, de fet, el bosc de ribera millor conservat de tot el País Valencià format per pollancres (Populus nigra), salzes (Salix alba) i tamarius. Les parets rocalloses que flanquegen el riu estan entapissades de densos boscos de pi blanc (Pinus halepensis), amb la presència puntual de carrascars (Quercus ilex sup. rotundifolia) i roures valencians (Quercus faginea). Espècies mediterrànies com el romaní (Rosmarinus officinalis), el llentiscle (Pistacia lentiscus), o la savina albar (Juniperus thurifera) enriqueixen el paisatge.
Un lloc amb un especial interès botànic és el Pino de las dos Hermanas, a Villargordo del Cabriel. Aquest arbre majestuós de 25 m d'alçada és ben conegut també com l'Avi, i té una edat aproximada de cent cinquanta anys. És un dels exemplars més representatius del catàleg d'arbres monumentals.

## Fauna

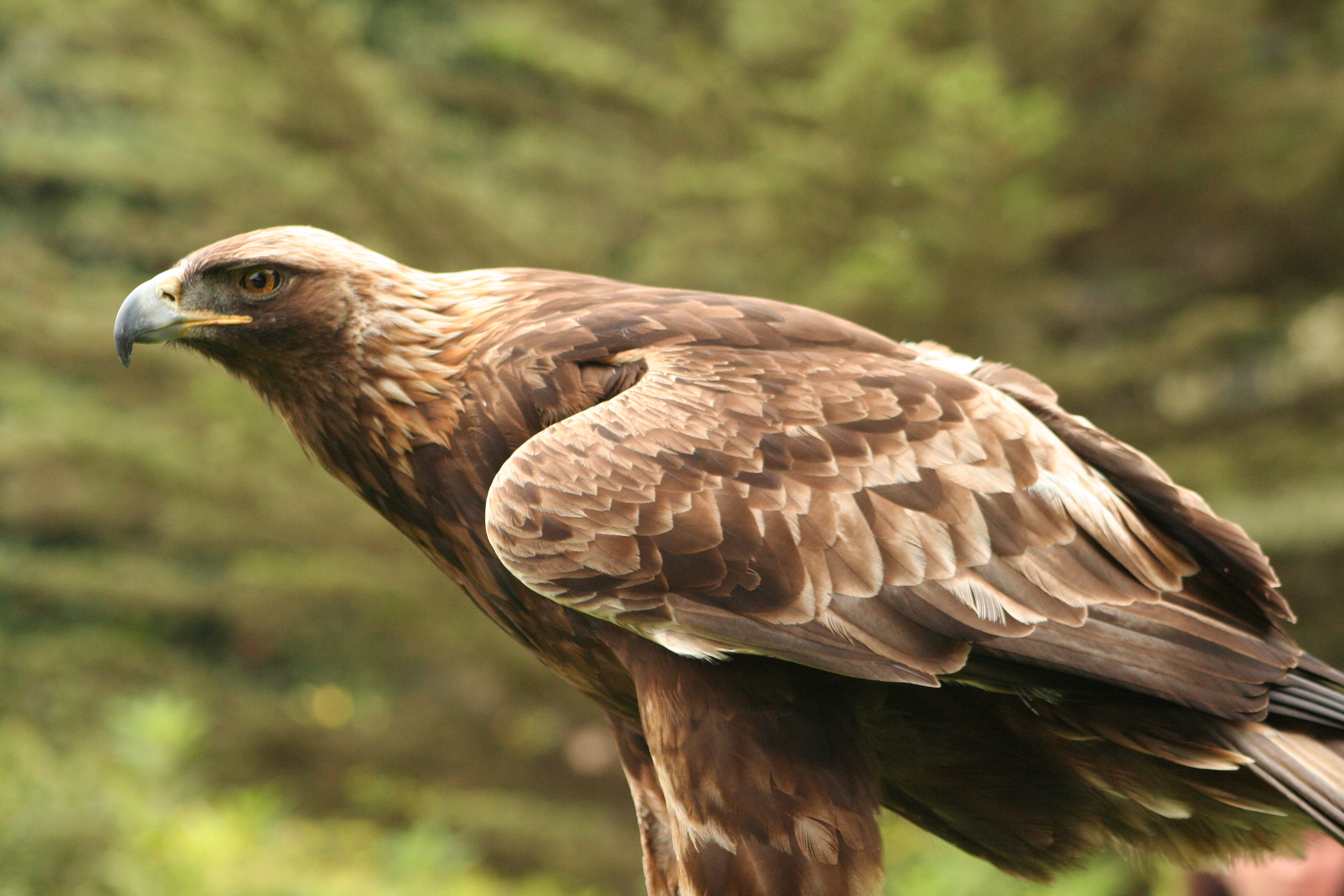
Àguila reial

A nivell faunístic, aquest enclavament presenta un interès excepcional, tant per als hàbitats de Los Cuchillos com pels hàbitats associats al riu, ambdós amb nombroses espècies catalogades d'interès. Aquí s'agrupa la representació més notable de rapaces de tota l'àrea central del País Valencià, d'entre elles destaquen l'àguila perdiuera (Hieraaetus fasciatus), l'àguila reial (Aquila chyaetos) i el mussol banyut (Asio otus). Aquesta densitat de rapaces ha motivat la declaració de les Gorges del Cabriol com a ZEPA (Zona d'especial protecció per a les aus) dintre de la xarxa Natura 2000. El riu Cabriol constitueix, així mateix, una de les millors reserves faunístiques fluvials del País Valencià, amb referències recents a la llúdria de riu (Lutra Lutra), cranc autòcton (Austrapotamobius pallipes) i poblacions d'una espècie de rellevant interès: la madrilla del Xúquer (Chondrostoma arrigonis) entre moltes altres.